# Aguascalientes Open
O Aguascalientes Open é um torneio tênis, que fez parte da série ATP Challenger Tour, realizado em 2011, realizado em piso de saibro, em Aguascalientes, México.

## Edições

### Simples
| Ano  | Campeão              | Finalista    | Placar        | Ref.  |
| ---- | -------------------- | ------------ | ------------- | ----- |
| 2011 | Juan Sebastián Cabal | Robert Farah | 6–4, 7–6(7–3) | [ 1 ] |

### Duplas
| Ano  | Campeões                       | Finalistas                            | Placar           | Ref. |
| ---- | ------------------------------ | ------------------------------------- | ---------------- | ---- |
| 2011 | Daniel Garza Santiago González | Júlio César Campozano Víctor Estrella | 6–4, 5–7, [11–9] |      |